# Pulsgivare

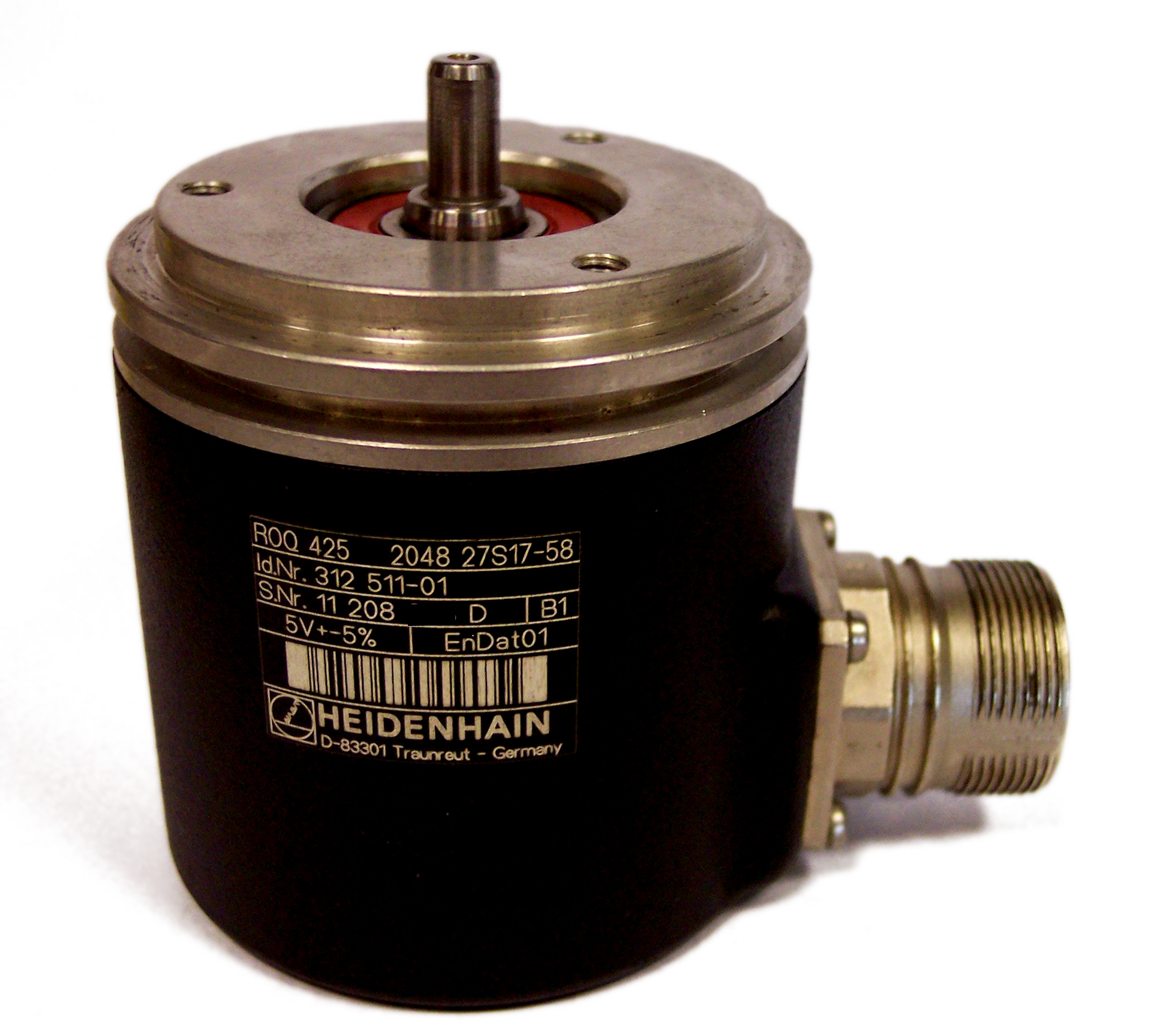
Pulsgivare

Pulsgivare är ett optiskt instrument som man använder för att mäta rörelser och hastighet inom processindustrin.